# مرکز هنرهای نمایشی کافمن

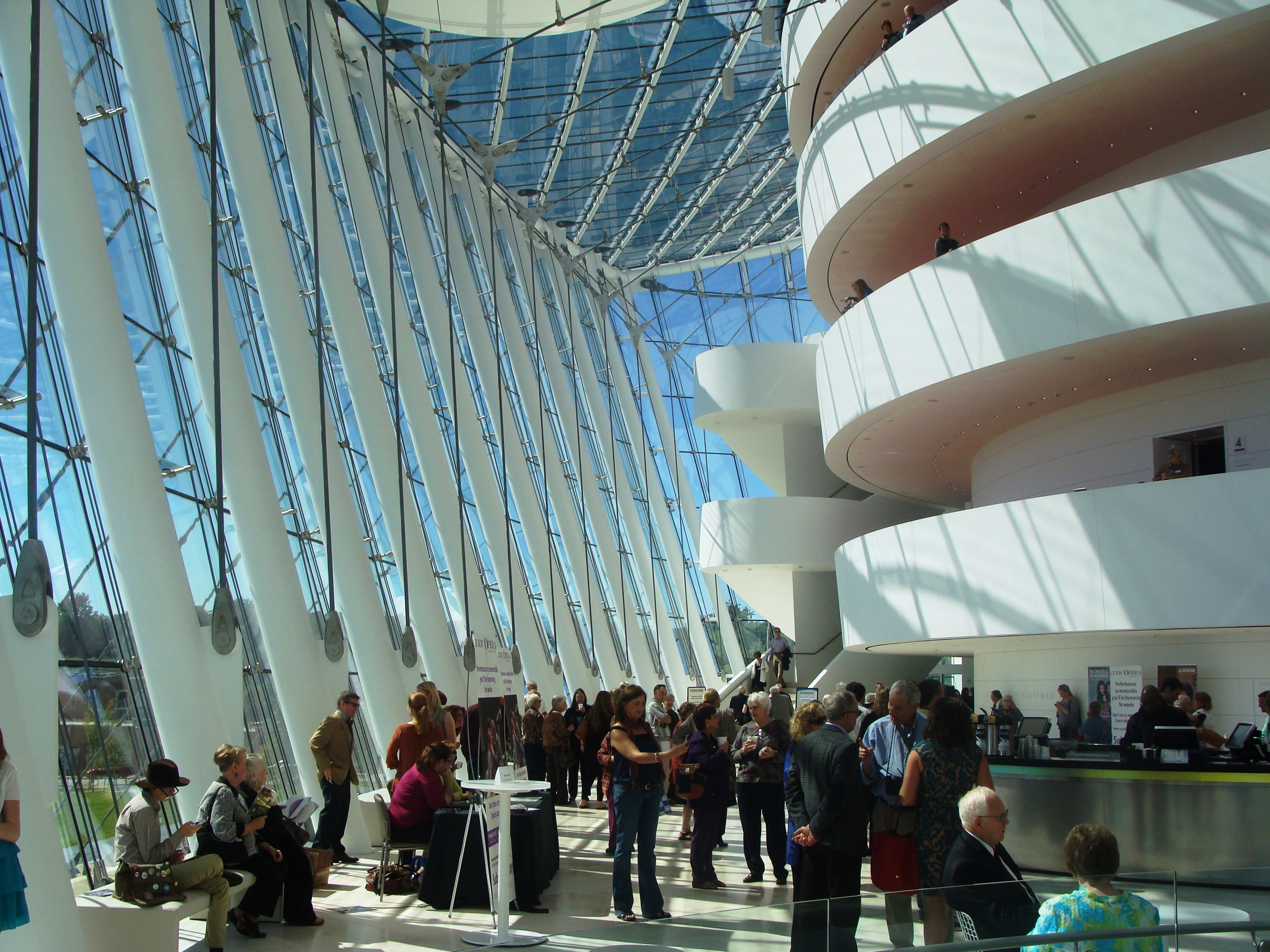

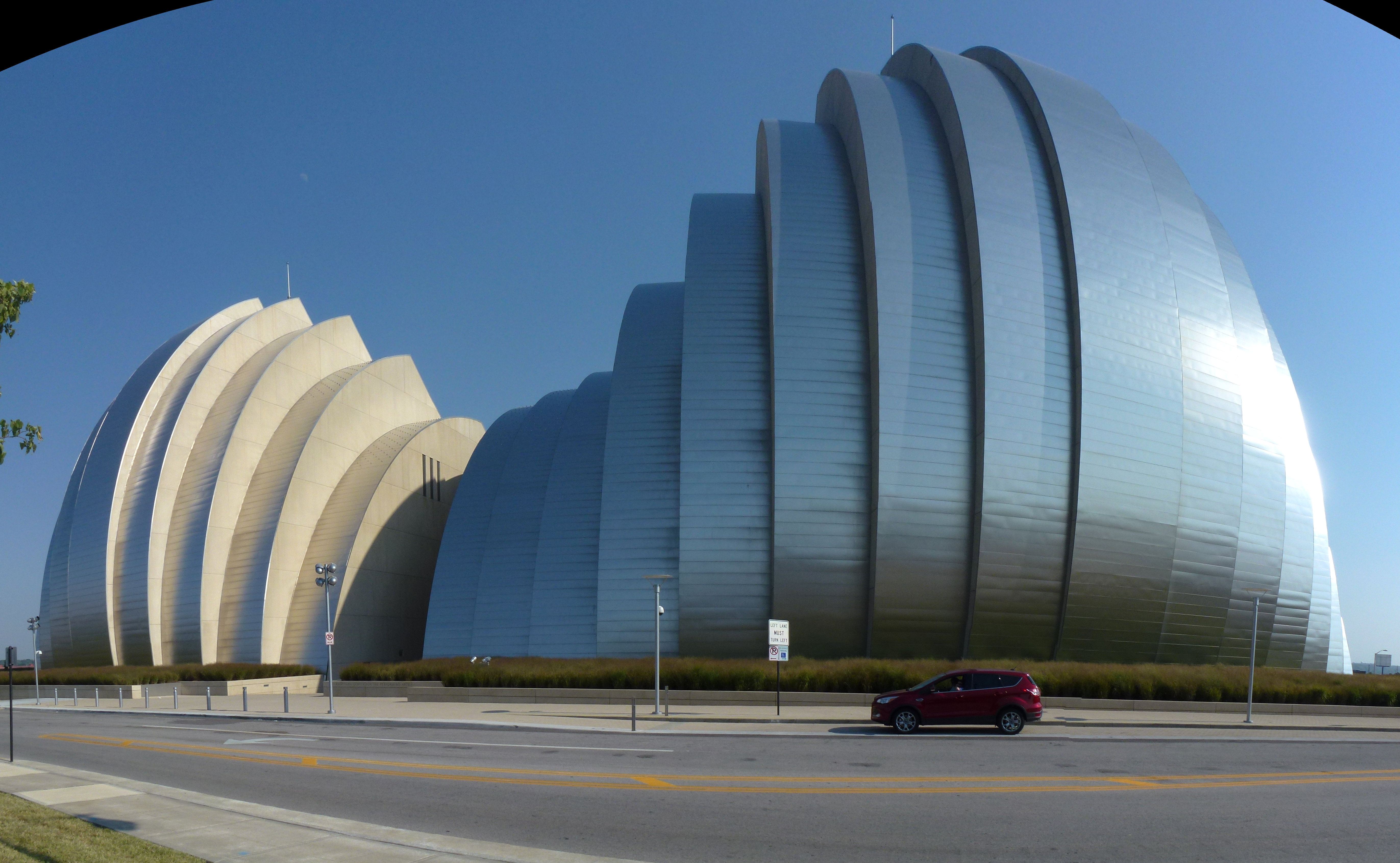

مرکز هنرهای نمایشی کافمن (به انگلیسی: Kauffman Center for the Performing Arts) نام یک مرکز فرهنگی معروف در ایالات متحده آمریکاست.
این تالار در شهر کانزاس سیتی در میزوری قرار دارد و توسط استاد بزرگ معماری موشه سفدی طراحی گردیده‌است.
این مرکز با بودجه‌ای بیش از چهارصد میلیون دلار در سال ۲۰۱۱ ساخته گردید.